# Dempsey McGuigan
Dempsey McGuigan (* 30. August 1993 in London) ist ein britisch- irischer Hammerwerfer.

## Sportliche Laufbahn
Erste internationale Erfahrungen sammelte Dempsey McGuigan bei den Junioreneuropameisterschaften 2011 in Tallinn, bei denen er mit 62,68 m in der Qualifikation ausschied. Ein Jahr darauf nahm er an den Juniorenweltmeisterschaften in Barcelona teil, schied aber auch dort mit 69,27 m in der Qualifikation aus. Bei den Commonwealth Games 2014 in Glasgow gelangte er für Nordirland startend in das Finale und belegte dort mit 64,79 m Rang elf. 2015 nahm er an den U23-Europameisterschaften in Tallinn teil und schied dort mit 65,09 m in der Qualifikation aus.
2018 nahm er erneut an den Commonwealth Games im australischen Gold Coast teil und belegte dort mit 70,24 m den sechsten Platz.
2014 wurde McGuigan Irischer Meister im Hammerwurf. Er ist Student an der University of Mississippi.